# Vall d'Hebron universitetssjukhus

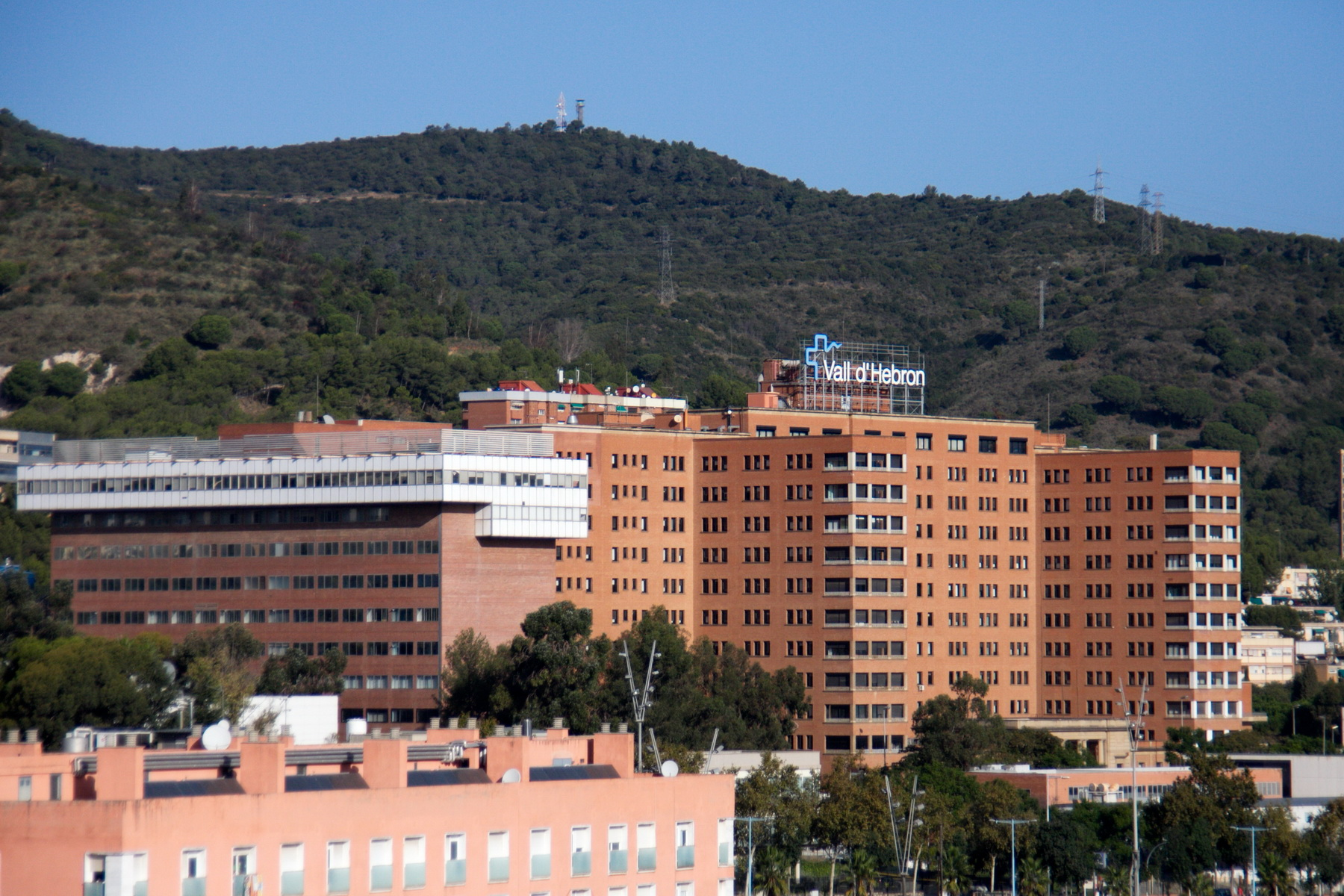
Huvudbyggnad.

Vall d'Hebron universitetssjukhus (Hospital Universitario Valle de Hebrón på spanska och Hospital Universitari Vall d'Hebron på katalanska) är ett allmänt sjukhus med verksamhet i Barcelona (Katalonien, Spanien). Det invigdes 1955 och är idag känt som Kataloniens bästa sjukhus och ett av de bästa referenssjukhusen i Spanien.